# 安芸矢野ニュータウンCATV組合
安芸矢野ニュータウンCATV組合（あきやのニュータウンシーエーティーブイくみあい）は、広島県広島市安芸区の矢野ニュータウンにある団地内のケーブルテレビ局で、町内会が設立した任意組合である。
実際の管理は、株式会社中国綜合管理センターに委託している。
2011年11月20日の定期総会にて、組合の解散が決定した。

## 事業所
- 組合本部
  - 広島県広島市安芸区矢野南二丁目20番37号（矢野みなみ会館）
- 株式会社中国綜合管理センター本社（平日08:00 - 17:00の管理委託先）
  - 広島県広島市南区出島二丁目13番35号
- 株式会社中国綜合管理センター宮園管理センター（上記以外の時間帯の管理委託先）
  - 広島県廿日市市宮園七丁目1番1号

## 歴史
- 1992年 開局。
- 2006年12月21日 地上デジタルテレビジョン放送を開始。
- 2011年11月20日　解散が決定。

## サービスエリア
- 広島県広島市安芸区矢野南一丁目、二丁目、三丁目、四丁目、五丁目、矢野西三丁目、四丁目（矢野ニュータウン（大磯団地・大井団地を含む））

## 主な放送チャンネル

### 地上波系列別再送信局
| NHK-G   | NHK-E   | NTV        | ANN              | JNN      | TXN | FNS          | YOU13 |
| ------- | ------- | ---------- | ---------------- | -------- | --- | ------------ | ----- |
| NHK広島 | NHK広島 | 広島テレビ | 広島ホームテレビ | 中国放送 |     | テレビ新広島 |       |

### テレビ局
| アナログ | デジタル | 放送局           |
| -------- | -------- | ---------------- |
| 3        | D011     | NHK広島総合      |
| 7        | D021     | NHK広島教育      |
| 4        | D031     | 中国放送         |
| 12       | D041     | 広島テレビ       |
| 10       | D051     | 広島ホームテレビ |
| 1        | D081     | テレビ新広島     |
| 6        | BS101    | NHKBS1           |
| 9        | BS102    | NHKBS2           |
| 5        |          | 独自放送         |

- 地上デジタルテレビジョン放送はパススルー方式のため、地上デジタル対応テレビまたはチューナであれば視聴可能。
- テレビせとうち(TXN系列)の再送信やBSデジタル放送は行っていない。

### ラジオ局
| MHz  | 放送局    |
| ---- | --------- |
| 76.3 | NHK広島FM |
| 78.2 | HFM       |